# Kaniuk australijski
Kaniuk australijski (Elanus axillaris) – gatunek ptaka z podrodziny kaniuków (Elaninae) w rodzinie jastrzębiowatych (Accipitridae), występujący na terenie całej Australii. Mały ptak drapieżny żywiący się głównie małymi gryzoniami. Gatunek powszechny i niezagrożony wyginięciem.

## Występowanie
Australia; występuje głównie w południowo-wschodniej części kontynentu, w północnym Cairns (Queensland), w zachodniej części Półwyspu Eyrego (Australia Południowa), a także w południowym i północno-zachodnim nadmorskim pasie zachodniej Australii oraz w Darwin i na Wyspie Melville’a (Terytorium Północne).

## Systematyka
Opisany po raz pierwszy przez Lathama w 1801 roku pod nazwą Falco axillaris. W 1838 Gould nadał mu nazwę Elanus notatus uznając, że Latham źle zidentyfikował gatunek na podstawie ilustracji, która według Goulda przedstawiała E. scriptus. Jednak ilustracja badana przez Lathama wyraźnie nie wskazywała na E. scriptus. Czasami uznawany jako odmiana E. caeruleus, z którym tworzy takson siostrzany wraz z E. leucurus. Ta grupa może obejmować również E. scriptus. Takson monotypowy.

### Etymologia
- Elanus: zob. Elanus.
- axillaris: łac. axillaris „pod pachą”, od axilla „pacha”[14].
- melanopterus: gr. μελανοπτερος melanopteros „czarnoskrzydły”, od μελας melas, μελανος melanos „czarny”; -πτερος -pteros „-skrzydły”, od πτερον pteron „skrzydło”[15].
- notatus: łac. notatus „cętkowany, znaczony”, od notare „znaczyć”, od nota „znak”[16].

## Morfologia
Długość ciała 33–37 cm, rozpiętość skrzydeł 82–94 cm, masa ciała 181–365 g. Samica od 1 do 15% cięższa od samca. Sylwetką podobny do sokoła ze stosunkowo dużą, zaokrągloną głową, spiczastymi skrzydłami (które wyraźnie wystają za koniec krótkiego ogona, kiedy ptak odpoczywa), ogon rozwidlony. Kolor upierzenia z przewagą jasnoszarego, oprócz końcowej części wewnętrznej pokrywy skrzydeł i ogona, które są ciemnoszare. Tęczówki koloru czerwonego (początkowo u młodych szaro-brązowe), woskówka i nogi barwy żółtej (żółto-białe do jasnożółtego u młodych). Upierzenie młodych podobne do dorosłych osobników, z tym że głowa i pierś jest koloru rdzawego, natomiast górne części ciała i skrzydła są brązowo nakrapiane. Upierzenie dorosłych młode ptaki uzyskują w ciągu kilku miesięcy gniazdowania (oprócz lotek i ogona).

## Ekologia
Zasiedla głównie zielone łąki i inne słabo zalesione siedliska z okrywą roślinną o wysokości 30–150 cm, w tym sawanny, nadmorskie wydmy (szczególnie w południowej i zachodniej części swojego zasięgu występowania), zadrzewione cieki wodne, pola, wrzosowiska, ogrody i miejskie trawniki. Występuje do 1500 m n.p.m. Gniazduje na drzewach.
W skład pożywienia wchodzą głównie małe gryzonie (zwłaszcza myszy domowe) oraz sporadycznie małe ptaki, jaszczurki i duże owady (zwłaszcza koniki polne). Na potencjalną zdobycz czatują na drzewach lub w powietrzu. Po wypatrzeniu zdobyczy unosi głowę pod wiatr, a następnie nurkuje w stronę ziemi ze skrzydłami wysoko nad plecami. Zdobycz spożywana jest w locie lub na gałęzi. Poluje za dnia i czasami w nocy (szczególnie w księżycowe noce).
Okres sezonu rozrodczego jest zmienny, przez większość roku ze szczytowym okresem przypadającym na jesień i wiosnę (głównie czerwiec-październik we wschodniej części zasięgu i listopad-styczeń w zachodniej). Może wyprowadzać dwa lęgi rocznie, gdy okolica obfituje w zdobycz. Gniazduje w parach lub w luźnych koloniach, gdy pożywienia jest dużo. Gniazdo ma 27–45 cm szerokości i 10–15 cm głębokości i jest wyłożone zielonymi liśćmi. Znajduje się 4–35 m nad ziemią w koronie żywego drzewa, rzadziej na sztucznej strukturze. Samica składa 2–5 jaj (zazwyczaj 3–4), o rozmiarach 37,9–45,8 mm x 30,1–34,5 mm. Inkubacja trwa około 29–34 dni. przez ten czas głównie samiec troszczy się o pokarm dla samicy. Po tym okresie wylęgają się pisklęta, które przebywają w gnieździe 33–38 dni (wyjątkowo 42 lub więcej). Gniazdo opuszczają po około 1 miesiącu życia. Dojrzałość płciową uzyskują prawdopodobnie około pierwszego roku życia. Wiek najstarszego z zaobrączkowanych ptaków wynosił 3,5 roku. Z wszystkich jaj wykluwa się 73% młodych, a przeżywa około 54%.

## Status i ochrona
W Czerwonej księdze gatunków zagrożonych Międzynarodowej Unii Ochrony Przyrody został zaliczony do kategorii LC (najmniejszej troski). Wielkość populacji oceniana jest na ponad 100 000 osobników. Trend liczebności populacji uznaje się za wzrostowy.